# Międzynarodowy Bieg po Plaży
Międzynarodowy Bieg po Plaży - impreza sportowa, odbywająca się w Jarosławcu w pierwszą lub drugą niedzielę lipca każdego roku. Trasa biegnie na dystansie 15 kilometrów, przez uliczki Jarosławca, piaszczystą plażę, wzdłuż 45-metrowego klifu oraz przez dukty lasów sosnowych. 

## Historia biegu
Bieg po raz pierwszy odbył się w 1991 roku. Wówczas wystartowało 40 zawodników. Z roku na rok impreza stawała się coraz powszechniejsza w środowisku sportowym. Po ponad 20 latach bieg każdego roku przyciąga około 1000 uczestników, a do samego Jarosławca przybywa dodatkowo blisko 5000 osób: rodzin uczestników i kibiców. I ta liczba z roku na rok staje się większa. Na biegu często zjawiają się celebryci i olimpijczycy. Gośćmi byli już Irena Szewińska, Zbigniew Buczkowski, Marian Woronin, Andrzej Gryciuk, Zdzisław Krzynkowiak i wielu innych popularnych sportowców.

## Organizacja
Koordynatorem organizacji Biegu jest Zdzisław Ludwikowski, a organizatorem Samorząd Gminy Postomino. W organizację zaangażowanych jest 250 osób i firm. Patronami medialnymi są Polsat News, Gazeta Wyborcza, Portal Sport.pl, TVP Szczecin, Radio Koszalin i Obserwator Lokalny. Sponsorami są korporacje i w równej mierze lokalni przedsiębiorcy. W organizację Biegu włącza się również Ministerstwo Sportu i Turystyki. Przygotowania do kolejnych biegów w Jarosławcu trwają cały rok. Bieg po Plaży połączony jest z serią wieczornych imprez: dodatkowych biegów, pokazów i koncertów znanych gwiazd. Po Biegu koncertowali m.in. Ryszard Rynkowski, Anna Maria Jopek, Kasia Wilk, Big Cyc, Grupa Operacyjna i wielu innych. Za sprawną organizację Międzynarodowy Bieg po Plaży, nieprzerwanie od 2006 roku, otrzymuje Certyfikat Złotego Biegu, obok takich imprez jak Maraton Warszawski, Cracovia Maraton czy Poznań Maraton. Zapisy na Bieg rozpoczynają się w kwietniu.